# 哥斯達黎加蛇石首魚
哥斯達黎加蛇石首魚為輻鰭魚綱鱸形目鱸亞目石首魚科的其中一種，分布西大西洋的哥斯大黎加及蘇利南海域，棲息在沿海海域。